# Ленинградский государственный завод № 174 имени К. Е. Ворошилова
Ленинградский государственный завод № 174 имени К. Е. Ворошилова — советский танковый завод.

## История
Образован в 1932 году, когда танковое производство и опытно-конструкторский машиностроительный отдел (ОКМО) Ленинградского завода «Большевик» были преобразованы в «Ленинградский государственный завод № 174 имени К. Е. Ворошилова».
В 1933 году ОКМО был выделен из состава завода № 174 и образован Ленинградский завод опытного машиностроения № 185 имени С. М. Кирова.
В 1940 году завод № 185 на правах отдела Главного конструктора объединён с заводом № 174.
С началом Великой Отечественной войны завод был эвакуирован — в 1941 году в город Чкалов для выпуска танков Т-50. Затем, в марте 1942 года в город Омск (ныне Омский завод транспортного машиностроения). Часть производств была эвакуирована в Нижний Тагил и Барнаул.
Распоряжением Правительства СССР № 890 от 21 марта 1958 года отдел Главного конструктора завода № 174 («наследник» завода № 185 и ОКМО) преобразован в самостоятельное специализированное Конструкторское бюро транспортного машиностроения (КБТМ) ОКБ-174.
10 ноября 2008 года состоялась реорганизация Федерального государственного унитарного предприятия «Конструкторское бюро транспортного машиностроения» путём преобразования в Открытое акционерное общество «Конструкторское бюро транспортного машиностроения».

## Производство танков на заводе
Первоначально на заводе производился лёгкий танк Т-26. В общей сложности за 10 лет серийного производства с 1931 по 1941 год, в Ленинграде изготовлено  около 11 100 танков Т-26 и машин на его базе.
В 1940 году военное руководство издало приказ двум Ленинградским заводам — Кировскому и заводу № 174 срочно создать танк весом около 14 т, вооружённый 45-мм пушкой и защищённый противоснарядной бронёй умеренной толщины. Поначалу этот танк числился под маркой Т-126СП (СП — сопровождение пехоты). Опытные образцы его были созданы в конце 1940 г. и успешно испытаны. Предпочтение отдали танку завода № 174. Несколько позднее, в апреле 1940 года было издано постановление о принятии его на вооружение Красной Армии и о постановке в производство на заводе № 174 под индексом Т-50.
C 1941 году предполагалось перевести завод на производство танка Т-50, в связи с чем производство танка Т-26 должно было быть прекращено с 1 января 1941 года. Однако с производством танка Т-50 возникли проблемы, до начала Великой Отечественной войны завод № 174 не выпустил ни одного серийного танка этого типа и фактически продолжал выпускать Т-26. Наиболее серьёзные трудности возникли с освоением дизельного двигателя В-4 (харьковский завод № 75).
В соответствии с пост. ГКО № 665сс от 11.09.1941г. завод частично эвакуирован (большая часть в г. Чкалов, а так же в Нижний Тагил и Челябинск). Двигательное производство эвакуировано в Барнаул, где создан завод № 77. В 03.1942г. завод № 174 перебазирован из Чкалова, куда был первоначально эвакуирован, в Омск на площадку завода № 173 НКТП. Вместе с коллективом этого предприятия в Омск прибыла часть рабочих и служащих Великолукского паровозоремонтного завода. В соответствии с пост. ГКО № 1410 от 7.03.1942г. завод № 173 был влит в состав единого завода № 174 НКТП.
6 февраля 1942 года в соответствии с решением ГКО производство Т-50 и двигателей к ним было прекращено. Завод № 174 перешёл на производство T-34. За период с 1942 по 1946 годы был изготовлен 6921 танк типа Т-34 и Т-34-85.
| Марка танка         | Год выпуска | Год выпуска | Год выпуска | Год выпуска | Год выпуска | Год выпуска |
| Марка танка         | 1941        | 1942        | 1943        | 1944        | 1945        | Всего       |
| ------------------- | ----------- | ----------- | ----------- | ----------- | ----------- | ----------- |
| Т-26 (в Ленинграде) | 116         | —           | —           | —           | —           | 116         |
| Т-50 (в Ленинграде) | 50          | —           | —           | —           | —           | 75          |
| Т-50 (в Чкалове)    | 10          | 15          | —           | —           | —           | 75          |
| Т-34-76 (в Омске)   | —           | 417         | 1347        | 1163        | —           | 2927        |
| Т-34-85 (в Омске)   | —           | —           | —           | 1000        | 865         | 1865        |

| Марка танка         | Год выпуска                                                    | Год выпуска | Год выпуска                                                                                                | Год выпуска | Год выпуска | Год выпуска        |
| Марка танка         | 1941                                                           | 1942        | 1943 | 1944        | 1945        | Всего              |
| ------------------- | -------------------------------------------------------------- | ----------- | --- | ----------- | ----------- | ------------------ |
| Т-26 (в Ленинграде) | 102, выпущены в июле-августе из имеющихся заделов и 14 СУ-Т-26 | —           | — | —           | —           | Несколько десятков |
| ОТ-34-76 (в Омске)  | —                                                              | —           | 159, из них один танк с огнемётом АТО-41, остальные с огнемётом АТО-42, из которых 71 танк с радиостанцией | 331         | —           | 490                |
| ОТ-34-85 (в Омске)  | —                                                              | —           | — | 30          | 155         | 185                |

| 1941 | 1942   | 1943   | 1944   | 1945   |
| ---- | ------ | ------ | ------ | ------ |
| —    | 312700 | 210700 | 177800 | 171000 |

Также на заводе были разработаны и выпускались химические (огнемётные танки) ХТ-26, ХТ-130, ХТ-133, ХТ-134.

## Инженерно-конструкторский и руководящий состав завода
С 1932 года, после выделения завода из состава завода «Большевик» директором был назначен Константин Карлович Сиркен. Под его руководством и при непосредственном участии были разработаны: танкетка Т-23, 37-мм самоходные артиллерийские установки на базе танкетки Т-27, проекты тяжёлого танка и лафет-танка системы Сиркена-Шаврова. В годы Великой Отечественной войны им был разработан проект оригинального танкового противоминного каткового трала, допускающего маневрирование танка-тральщика на минном поле.
В 1937—1938 годах директором завода был Николай Степанович Казаков.
С 1945 по 1947 годы главным инженером, директором завода был Дмитрий Ефимович Васильев.
C 1932 по 1933 год Опытный конструкторско-машиностроительный отдел (ОКМО) возглавлял Николай Всеволодович Барыков (до выделения завода № 185 из состава завода «Большевик» он с 1930 года возглавлял ОКМО на этом заводе). В это же время в ОКМО работал Иван Никанорович Алексенко и С. А. Гинзбург.
Разработку танка СП (позднее Т-50) в 1940 году возглавлял Л. С. Троянов, с 1941 году он же работал заместителем главного конструктора завода.
С 1941 по 1946 годы заместителем главного конструктора завода был И. С. Бушнев, под его руководством в 1941 был разработан и поставлен на производство лёгкий танк Т-50, а с 1942 года — средний танк Т-34 (до 1944 — Т-34-76, затем Т-34-85). С 1946 по декабрь 1954 года он же был главным конструктором завода в Омске, где поставил на серийное производство танк Т-54, а также возглавил разработку самоходных установок СУ-122 и ЗСУ-57-2 на базе танка Т-54 и тягача БТС-2.
С 1940 по 1944 год главным конструктором завода (начальником конструкторского бюро) был Г. В. Гудков (руководил конструкторским сопровождением производства танка Т-34-76 и самоходной установки СУ-100).
В 1940 году начальником отдела в КБ завода работал С. А. Гинзбург.

## Эвакуация
Весной 1942 года эвакуирован в г. Омск для выпуска среднего танка Т-34, присвоив свой номер местному предприятию.